# Rogatec
Rogatec je obmejno gručasto središčno naselje z dobrimi 1500 prebivalci v severovzhodnem delu Zgornjesotelskega gričevja, med Donačko goro na severu in reko Sotlo na jugu, sedež istoimenske občine. 
Starejši del naselja leži v tesni dolini potoka Draganje, ki se tu izliva v Sotlo. Novejši del se razširja ob cesti in železniški progi iz Celja, ki sta speljani ob Sotli do Dobovca pri Rogatcu ter se nadaljujeta v Hrvaško, proti Krapini. V Rogatcu je bil na Sotli meddržavni mejni prehod, na hrvaški strani pa naselje Hum na Sutli. Z vstopom Hrvaške 1. januarja 2023 v skupno schengensko območje je bila mejna kontrola po 32. letih ukinjena.

## Zgodovina
O zgodnji poselitvi območja pričajo najdbe kamnitih in bronastih sekir, rimskih kovancev in drugih predmetov, najdenih v okolici. Rogatec se v zgodovinskih pisnih virih prvič omenja leta 1130, kot trg se omenja v letih  1283 in 1344, v 15. stoletju pa večkrat celo kot mesto. Stari grad (danes samo ruševina) je varoval srednjeveški trg, kasneje tudi dvorec Strmol.

## Znamenitosti
- župnijska cerkev sv. Jerneja je stala že v romanski dobi, sedanja pa je bila na njenem mestu zgrajena v 18. stoletju.
- cerkev sv. Hijacinte na griču nad trgom je posvečena spokornici sv. Hijacinti Marescotti in je bila med 1730 in 1738 zgrajena po načrtih stavbnega mojstra Andreasa Hofferja.
- dvorec Strmol se kot stolp prvič omenja leta 1436, ko so ga Celjski grofje podelili Jakobu Strmolskemu iz Cerkelj na Gorenjskem.

## Znane osebnosti
- Janko Šanda, duhovnik, pesnik, literarni kritik
- Branko Hofman, književnik
- Glasbena skupina Mi2